# Solé Frederick
Solé Frederick (* 3. Januar 2006) ist eine Leichtathletin aus Trinidad und Tobago, die sich auf den Sprint spezialisiert hat. Auch ihre Zwillingsschwester Sanaa Frederick ist als Sprinterin aktiv.

## Sportliche Laufbahn
Erste internationale Erfahrungen sammelte Solé Frederick bei den CARIFTA Games 2023 in Nassau, bei denen sie mit 57,33 s in der Vorrunde im 400-Meter-Lauf in der U20-Altersklasse ausschied und mit der 4-mal-100-Meter-Staffel in 45,35 s die Silbermedaille gewann. Zudem gewann sie auch mit der 4-mal-400-Meter-Staffel in 3:44,19 min die Silbermedaille. Anschließend schied sie bei den Zentralamerika- und Karibikspielen in San Salvador mit 23,83 s in der Vorrunde im 200-Meter-Lauf aus und daraufhin belegte sie bei den Commonwealth Youth Games in Port of Spain in 24,07 s den fünften Platz über 200 Meter. Zudem gewann sie mit der Mixed-Staffel über 4-mal 100 Meter in 42,77 s die Bronzemedaille. Im Jahr darauf gewann sie den CARIFTA Games in St. George’s in 23,07 s die Silbermedaille über 200 Meter und gewann mit der 4-mal-100-Meter-Staffel in 44,43 s ebenfalls die Silbermedaille. Im August nahm sie mit der Staffel an den Olympischen Sommerspielen in Paris teil und schied dort mit 43,99 s im Vorlauf aus. Zudem begann sie im Herbst ein Studium an der University of Georgia in den Vereinigten Staaten. Bei den CARIFTA Games 2025 in Port of Spain belegte sie in 11,55 s den fünften Platz über 100 Meter und sicherte sich im Staffelbewerb in 44,76 s die Bronzemedaille.
2024 wurde Frederick Landesmeisterin im 200-Meter-Lauf.

## Persönliche Bestzeiten
- 100 Meter: 11,43 s (+0,3 m/s), 29. Juni 2024 in Port of Spain
- 200 Meter: 23,02 s (+0,9 m/s), 30. Juni 2024 in Port of Spain
  - 200 Meter (Halle): 23,40 s, 15. Februar 2025 in Clemson